# EPCIS
EPCIS (englisch für Electronic Product Code Information Services) ist ein von GS1 entwickelter Standard, der in seiner ersten Version 2007 veröffentlicht und 2022 einem Major Release (2.0) unterzogen wurde. Dieser spezifiziert im Wesentlichen ein Datenmodell sowie Schnittstellen zur Erfassung und Abfrage von EPCIS-Events (d. h. Prozessereignisse wie Herstellung, Kommissionierung, Warenausgang, Verarbeitung, Qualitätskontrolle, Verkauf u. v. m.). Mittels EPCIS werden Anwender (Unternehmen, Behörden, Lieferketten etc.) in die Lage versetzt, Transparenz und Kontrolle über ihre jeweiligen Prozesse bedeutend zu steigern.

## Funktionsprinzip

### Allgemeines
EPCIS kann sowohl unternehmensintern als auch unternehmensübergreifend eingesetzt werden und setzt für die in den EPCIS-Events referenzierten Objekte, Lokationen bzw. Organisationen global eindeutige Idente voraus (z. B. eine GTIN, GRAI oder SSCC). Letztere müssen als Uniform Resource Identifier formatiert sein, bspw. gemäß GS1 Digital Link Standard oder GS1 EPC Tag Data Standard. EPCIS ist zudem datenträgerunabhängig (d. h. neben RFID als Datenträger kommen in der Praxis bspw. ein- bzw. zweidimensionale Barcodes zum Tragen) - EPCIS-Events werden jedoch ebenso durch manuelle Dateneingaben oder automatisiert (bspw. durch Produktionsanlagen) ausgelöst.

### EPCIS-Ereignistypen
Je nach Bedarf können Unternehmen zwischen fünf verschiedenen EPCIS-Ereignistypen wählen, die an den einzelnen Erfassungspunkten gespeichert werden sollen. Mit den folgenden Ereignistypen lassen sich nahezu alle Prozess-Schritte in Unternehmen abbilden:
- Object Event (Im Vordergrund steht hier die reine Beobachtung von Objekten. Beispiele: Warenversand, Inventuraufnahme)
- Aggregation Event (Hier werden Child-Objekte einem Parent-Ident zugeordnet. Dieser Event-Typ ist bspw. bei der Kommissionierung zweckmäßig, bei der Artikel einem Karton oder Kartons wiederum einer Palette zugeordnet werden. Beispiele: Verpackung, Verladung)
- Transaction Event (Die gelesenen Objekte müssen mit einer Transaktions-ID verknüpft werden. Beispiel: Verknüpfung einer Versandeinheit mit der Rechnungs- oder Lieferavis-ID.)
- Transformation Event (Erfassung von 1-n Inputs, welche irreversibel zu 1-n Outputs verarbeitet werden. Beispiel: Herstellung einer Pizza)
- Association Event (ähnlich wie das Aggregation Event, jedoch für langfristigere physische Verbindungen. Beispiele: Einbau eines Sensors in eine Mehrwegtransportkiste, Montage eines LKWs)

### Erfassung von EPCIS-Ereignissen
An jedem Punkt, an dem EPCIS-Events erfasst werden (d. h. mittels eines RFID-Lesegeräts bzw. Strichcodelesers), können zahlreiche standardisierte Attribute erfasst werden, welche sich folgenden Dimensionen zuordnen lassen:
1. „WAS?“: Objekte des Ereignisses, bspw. ein oder mehrere Produkt-Instanzen (SGTIN), Produktchargen (LGTIN) oder Versandeinheiten (SSCC)
2. „WO?“: Ort des Ereignisses (z. B. „Produktionsstandort A-1“) bzw. wo sich die Objekte nach dem Event befinden (z. B. „Warenausgangsbereich 2 in Lagerhalle B“)
3. „WANN?“: Zeitstempel des Ereignisses (mit entsprechendem Abstandswert zur koordinierten Weltzeit)
4. „WARUM?“: Geschäftskontext des Ereignisses, u. a. Geschäftsprozess (z. B. Wareneingang) und Status (z. B. „verkauft“)
5. „WIE?“: Bedingungen während des Ereignisses, z. B. die gemessene Temperatur oder Luftfeuchtigkeit

Diese Ereignisse werden von dem jeweiligen Unternehmen in einem sogenannten EPCIS-Repository (bzw. –Datenbank) abgelegt.

### Abfrage von EPCIS-Ereignissen
Der eigentliche Mehrwert von EPCIS liegt in der Abfrage dieser feingranularen Event-Daten. Hierzu haben Unternehmen zwei Möglichkeiten:
- Einmalige Abfrage („on demand“)
- Abonnement („standing queries“)

Für beide Optionen hält der EPCIS-Standard reichhaltige Möglichkeiten bereit, Abfragen zu erstellen, mit denen sich der individuelle Informationsbedarf präzise eingrenzen lässt. Nach Festlegung der jeweils gewünschten Parameter (Zeitraum, Eventtyp, EPC-Klasse, Lesepunkt, Geschäftsprozess usw.) enthalten die Ergebnisse der Queries nur diejenigen EPCIS-Ereignisse, die den gewählten Parameterwerten genügen.
Durch die Möglichkeit der Abfrage via Webservices lässt sich die Abfrage von EPCIS-Ereignissen auch gut in serviceorientierte Architekturen integrieren.

### Core Business Vocabulary
Im Jahr 2010 wurde seitens GS1 ein EPCIS flankierender (Daten-)Standard ratifiziert, der u. a. die wesentlichen, d. h. branchenübergreifend anwendbaren Vokabelelemente und deren Werte definiert. Das Core Business Vocabulary (CBV) spezifiziert zum Beispiel folgende Vokabelelemente:
- Geschäftsprozesse („business steps“), die den EPCIS-Events mitgegeben werden können (z. B. vereinnahmen, kommissionieren etc.),
- Zustände („dispositions“) wie z. B. verkaufsfähig, in Transit etc. sowie
- Geschäftstransaktionstypen („business transaction types“), d. h. Rechnungen, Lieferavise usw.

Darüber hinaus definiert der CBV, zu welchem es seit 2022 ebenfalls ein Major Release gibt, wie industrie- bzw. anwenderspezifische Vokabelelemente hinzugefügt werden können.

## Anwendungsfälle/Nutzen
EPCIS kann in vielfältigsten Anwendungen zum Einsatz kommen u. a.:
- Tracking,
- Tracing,
- Authentifizierung der Echtheit von Waren,
- Rückrufaktionen,
- etc.

Hohe Bedeutung wird EPCIS auch im Kontext des Supply Chain Event Management beigemessen, mit dem Unternehmen kritische Abweichungen in ihren Lieferketten rechtzeitig erkennen und adäquat reagieren können. U. a. kann insbesondere durch die Möglichkeit der Verknüpfung von EPCIS-Events mit bestimmten Geschäftsdokumenten (Transaktionsevent, s. o.) in nahezu Echtzeit kontrolliert werden, ob die richtigen Objekte in der richtigen Zeit, in der richtigen Menge an den richtigen Ort gehen.